# 8225 Emerson
8225 Emerson eller 1996 QC är en asteroid i huvudbältet som upptäcktes den 16 augusti 1996 av de båda brittiska astronomerna Bev M. Ewen-Smith och Chris F. Durman i Portimao. Den är uppkallad efter David Emerson.
Asteroiden har en diameter på ungefär 7 kilometer.